# Triada Reada
Triada Reada – teoria stworzona przez angielskiego położnika Grantly'ego Dick-Reada, tłumacząca w jaki sposób powstają odczucia bólowe u kobiet, które nie zadbały o odpowiednią psychoprofilaktykę porodową. Lęk przed porodem wywołuje napięcie, które prowadzi do niepotrzebnego, zwiększonego odczuwania bólu. Ból ten jeszcze bardziej zwiększa lęk, który wywołuje jeszcze większe napięcie i cały cykl się powtarza.